# Leif Nilsson (född 1954)
Leif Gösta Nilsson, född den 25 december 1954 i Linderöds församling, är en svensk militär.
Leif Nilsson är son till Gösta Nilsson. Han blev officer 1976, kapten vid Norra skånska regementet, major 1984, anställd i Generalstabskåren och som avdelningschef vid Södra militärområdets stab i Kristianstad 1992 samt överstelöjtnant vid Skånska dragonbrigaden 1994. Nilsson var stabschef vid 7. Bosnienbataljonen 1996–1997, ställföreträdande chef för operationsledningen vid Södra militärområdets stab 1997, stabschef i Södra arméfördelningen 1998 samt överste och chef för Södra skånska regementet och Södra skånska brigaden 1998–2000.